# Stade Nyonnais
Stade Nyonnais ist ein Schweizer Fussballverein aus der direkt am Genfersee gelegenen Stadt Nyon im Kanton Waadt. Er spielt momentan in der zweithöchsten Schweizer Spielklasse, der Challenge League.

## Geschichte
Stade Nyonnais wurde 1905 gegründet und nahm 1918 erstmals am Spielbetrieb der Schweizer Meisterschaft teil. Seither spielte Nyon meist in der dritt- oder vierthöchsten Liga.
Die Saison 2007/08 schloss Stade Nyonnais in Gruppe 1 der 1. Liga, der damaligen dritthöchsten Liga der Schweiz, mit 75 Punkten aus 32 Partien als Tabellenerster ab. Dabei konnte der FC Rapperswil-Jona in der Qualifikationsrunde mit 3:4 (A) bzw. 2:1 (H) bezwungen werden. Am 1. Juni 2008 gewann Nyonnais auch die Aufstiegsrunde gegen GC Biaschesi und stieg damit in die zweitklassige Challenge League auf.
2012 stieg Stade Nyonnais im Zuge der Reduktion der Challenge League auf 10 Teams in die neu geschaffene 1. Liga Promotion (heute: Promotion League) ab.
Nach guten Platzierungen in der Promotion League (immer in den Top 7 seit der Saison 2015/2016), beendete der Klub die Saison 2022/2023 auf dem direkten Aufstiegsplatz (2.) und stieg in die Challenge League auf.

## Stadion
Stade Nyonnais trägt seine Heimspiele im Centre sportif de Colovray aus, das eine Kapazität von 7'200 Zuschauern aufweist.
Am 29. Juli 2001 durfte man Real Madrid zuhause empfangen. Dabei wurde mit 6.800 Zuschauern ein Besucherrekord aufgestellt.

## Ligazugehörigkeit
| Saison  |  | Liga              | Platz |
| ------- |  | ----------------- | ----- |
| 2007/08 |  | 1. Liga           | 1/17  |
| 2008/09 |  | Challenge League  | 14/16 |
| 2009/10 |  | Challenge League  | 14/16 |
| 2010/11 |  | Challenge League  | 6/16  |
| 2011/12 |  | Challenge League  | 12/16 |
| 2012/13 |  | 1. Liga Promotion | 10/16 |
| 2013/14 |  | 1. Liga Promotion | 11/15 |
| 2014/15 |  | Promotion League  | 9/16  |
| 2015/16 |  | Promotion League  | 7/16  |
| 2016/17 |  | Promotion League  | 4/16  |
| 2017/18 |  | Promotion League  | 2/16  |
| 2018/19 |  | Promotion League  | 6/16  |
| 2019/20 |  | Promotion League  | 3/16  |
| 2020/21 |  | Promotion League  | 7/16  |
| 2021/22 |  | Promotion League  | 4/16  |
| 2022/23 |  | Promotion League  | 2/18  |
| 2023/24 |  | Challenge League  | 7/10  |
| 2024/25 |  | Challenge League  | 9/10  |

- 1918–1922: Serie C (III)
- 1922–1923: Serie C (IV)
- 1923–1925: Serie B (III)
- 1925–1931: Serie Promotion / 2. Liga (II)
- 1931–1937: 2. Liga (III)
- 1937–1941: 3. Liga (IV)
- 1941–1944: 2. Liga (III)
- 1944–1946: 2. Liga (IV)
- 1946–1951: 1. Liga (III)
- 1951–1968: 2. Liga (IV)
- 1968–1984: 1. Liga (III)
- 1984–1985: 2. Liga (IV)
- 1985–1986: 1. Liga (III)
- 1986–1988: 2. Liga (IV)
- 1988–1990: 1. Liga (III)
- 1990–1993: 2. Liga (IV)
- 1993–1998: 1. Liga (III)
- 1998–2000: Nationalliga B (II)
- 2000–2008: 1. Liga (III)
- 2008–2012: Challenge League (II)
- 2012–: 1. Liga Promotion / Promotion League (III)
- 2023–: Challenge League (II)

Quelle: 

## Spieler
- Adrian Ursea
- Massimo Lombardo, ehemaliger Nationalspieler der Schweiz (15 A-Länderspiele/1 Tor)

Weitere ehemalige Trainer/Spieler sind in der Kategorie:Person (Stade Nyonnais) zu finden.